# Karakó László
Karakó László (Gáva, 1955. március 27. –) magyar jogász, politikus, polgármester, országgyűlési képviselő.

## Életpályája

### Iskolái
1986-ban végzett az Államigazgatási Főiskola hallgatójaként. 1996-ban elvégezte a Miskolci Egyetem Állam- és Jogtudományi Karát.

### Pályafutása
1976–1984 között a Gávai Nagyközségi Közös Tanács gondnokságán, 1984-ben pénzügyi csoportjában dolgozott. 1984–1988 között az Új Erő Tsz. személyzeti vezetője volt. 1990 óta a tűzoltók szövetségének elnöke. 1992–2000 között a helyi futballklub vezetője volt. 1998 óta a Felső-Dada Regionális Fejlesztési Egyesületének elnöke. 1998–2000 között a Sóstó Fejlesztési Társaság elnöke-vezérigazgatója volt. 2000-ben az Észak-Alföld Regionális Fejlesztési Tanácsának tagja, valamint a Dr. Zilahy József Közalapítvány kuratóriumának tagja. 2013–2017 között Szabolcs-Szatmár-Bereg Megyei Kormányhivatal Nagykállói Járási Hivatalának vezetője volt. 2017-től az OFA Nonprofit Kft. ügyvezető igazgatója.

### Politikai pályafutása
1984–1989 között az MSZMP tagja volt. 1988–1990 között Gávavencsellő tanácselnöke volt. 1990-től Szabolcs-Szatmár-Bereg Megye Közgyűlésének tagja, 2006 óta frakcióvezetője. 1990-ben és 2006-ban országgyűlési képviselőjelölt volt (Agrárszövetség illetve Fidesz). 1990–2010 között Gávavencsellő polgármestere volt. 2001 óta a Fidesz tagja. 2002–2006, valamint 2010–2014 között országgyűlési képviselő (Tiszavasvári; FIDESZ) volt. 2002–2006 között az emberi jogi, kisebbségi és vallásügyi bizottság tagja volt. 2006 óta Szabolcs-Szatmár-Bereg megye alelnöke. 2010–2012 között a foglalkoztatási és munkaügyi bizottság tagja volt.

## Magánélete
1979-ben házasságot kötött Antalóczi Erzsébettel. Két fia van: László és Gergely.

## Fordítás
- Ez a szócikk részben vagy egészben  a   László Karakó című angol Wikipédia-szócikk ezen változatának fordításán alapul.  Az eredeti cikk szerkesztőit annak laptörténete sorolja fel. Ez a jelzés csupán a megfogalmazás eredetét és a szerzői jogokat jelzi, nem szolgál a cikkben szereplő információk forrásmegjelöléseként.